# Vólvulo de sigmoides
El vólvulus de sigmoides es una patología del colon sigmoides el cual produce un cuadro de obstrucción intestinal.  Se produce cuando hay una elongación gradual y una dilatación del colon sigmoides con la subsecuente torsión en torno al eje del mesenterio, desarrollando bridas entre los segmentos intestinales involucrados. El vólvulo del sigmoide generalmente produce obstrucción del lumen intestinal y oclusión vascular mesentérica temprana, comprometiendo el flujo sanguíneo del colon y llevando a isquemia tisular, hipoxia y necrosis, con la subsecuente perforación y peritonitis.
Esta obstrucción es muy común en países como Bolivia o Perú debido a las altitudes en las que se encuentran.

## Epidemiología
El vólvulo del colon sigmoides es una causa común de obstrucción intestinal y es la tercera causa más común de obstrucción del intestino grueso en el mundo occidental. Es la forma más común de vólvulo en el tracto gastrointestinal, y es responsable del 50 – 75% de las obstrucciones del intestino grueso a nivel mundial. A pesar de los adelantos médicos, la mortalidad del vólvulo del sigmoide mantiene aún índices altos, relacionados con la edad avanzada de los pacientes y sus enfermedades asociadas, adicional a que frecuentemente los pacientes llegan al cirujano de manera tardía debido a que una gran proporción habita en el área rural, lo cual condiciona que al momento de la intervención el colon se encuentre en un estado avanzado de isquemia intestinal.

## Etiología
Son muchos los factores que interactúan para la formación de un vólvulo del sigmoide, los cuales se pueden dividir en factores necesarios, factores predisponentes y factores precipitantes. 

### Factores Predisponentes
El factor necesario es el colon sigmoide redundante con un mesocolon de base estrecha.
Otros factores predisponentes son la mesocolonitis retráctil, y una entidad recientemente descrita para el área andina denominada el Dolicomegacolon Andino (DCMA). 

### Factores Precipitantes
La ingesta copiosa de alimentos fermentables, el uso excesivo de laxantes y catárticos, el embarazo y la presencia de masa pélvica, constituyen los principales factores precipitantes para la formación del vólvulo.

## Clasificación
Los vólvulos del colon se producen a nivel de sus segmentos móviles, es decir, el ciego, el colon transverso, y el colon sigmoide. En orden de frecuencia, los sitios más comunes de volvulación del colon son el sigmoide, el ciego y el colon transverso respectivamente. En cuanto al vólvulo del sigmoide, estos pueden ser: 
- Primarios: cuando ocurren como resultado de una malrotación congénita del intestino.
- Secundarios: cuando ocurren por la rotación del colon sigmoide redundante en torno a su meso estrecho, por torsión del mismo alrededor de una banda o en torno a un estoma.

También se puede clasificar en complicado y no complicado en cuanto a la presencia o no de signos de necrosis.

## Cuadro clínico

### Síntomas y signos
1. Dolor y distensión abdominal severa. El dolor comienza en forma de cólicos y se hace constante sobre la zona del vólvulo cuando aparecen las manifestaciones de compromiso vascular.
2. Ausencia de evacuación de heces y gases.
3. Distensión asimétrica, timpanismo marcado a la percusión y auscultación combinadas.
4. Recto vacío y edema de la mucosa.[5]

## Diagnóstico
El diagnóstico del vólvulo se ha realizado tradicionalmente a través de la radiografía abdominal y la fluoroscopia. El vólvulo se puede apreciar mejor cuando la imagen está perpendicular al eje de la rotación intestinal. La radiografía simple de abdomen es prácticamente diagnóstica del vólvulo de sigmoide, debido a que las imágenes del asa intestinal distendida (atrapada por la torsión) son características: 
"grano de café", “flor de lis”, “sol radiante”, “cabezas de cobra”, entre otras.
En términos generales, el sigmoides distendido se ve como un asa en salchicha en forma de  “U” invertida, y con frecuencia se observa una línea densa que corre inferiormente hasta el punto de torsión. En un estudio, se realizaron radiografías de abdomen simple en el 92% de los pacientes pero los hallazgos radiográficos clásicos de vólvulo del sigmoide fueron encontrados en el solo en el 63% de estos pacientes.
La Tomografía axial computarizada (TAC) con técnica de multidetector es recientemente la modalidad preferida para la evaluación de las patologías obstructivas abdominales agudas.

## Tratamiento
El manejo específico del vólvulo del sigmoideo se divide en manejo quirúrgico y manejo no quirúrgico, dependiendo de la condición clínica del paciente, y a su vez, el manejo quirúrgico está dividido en resectivo y no resectivo, en cuanto a si se realiza o no la resección del colon sigmoideo, sin embargo, debido a la falta de estudios prospectivos aleatorizados, el manejo específico del vólvulo del sigmoide continúa siendo controversial. En pacientes que requieren intervenciones quirúrgicas de emergencia, el manejo de las comorbilidades médicas significativas requiere una rápida coordinación entre el cirujano, el anestesiólogo y el equipo médico primario. En cirugías no electivas urgentes, el médico que realiza la atención primaria es quien tiene el papel más importante.
El manejo de la obstrucción intestinal requiere su identificación temprana, una atención hidroelectrolítica cuidadosa al igual que la determinación del momento más apropiado para llevar el paciente a una intervención quirúrgica.
El manejo inicial del paciente con vólvulo del sigmoide, debe consistir en la reanimación con objetivos, propuesta por Rivers, y se puede intentar la colocación de una sonda rectal para descompresión, en tanto se obtiene la valoración por el especialista.
El manejo quirúrgico resectivo clásicamente consiste en una sigmoidectomía con un Procedimiento de Hartman.  El manejo no resectivo incluye la "desvolvulación" manual del colon y una colopexia para prevenir la recidiva. 

## Complicaciones
Las complicaciones principales están relacionadas con la edad avanzada de los pacientes y el tiempo de evolución de la enfermedad, que a su vez está directamente asociado con la isquemia y la perforación. El estadio de isquemia o gangrena incrementa significativamente la morbilidad y mortalidad postquirúrgica.
Las complicaciones de mal pronóstico incluyen: 
1. Edema de la pared.
2. Líquido libre.
3. Hemorragia de la pared intestinal
4. Neumatosis
5. Peritonitis.
6. Otra de las complicaciones consiste en la recurrencia del vólvulo del sigmoideo.[2][4]